# Chionaema alexi
Chionaema alexi är en fjärilsart som beskrevs av Cerny 1993. Chionaema alexi ingår i släktet Chionaema och familjen björnspinnare. Inga underarter finns listade i Catalogue of Life.